# Hasznos Könyvek
A Hasznos Könyvek egy magyar nyelvű könyvsorozat volt a 20. század elején, amely a következő műveket tartalmazta:
- 1. kötet. Várkonyi Mihály. Az önszámolás művészete. Útmutató a biztos számolásban. Csalhatatlan vezérkönyv. Magyar, német és tót szöveggel. (128 l.)
- 2. kötet. Gerő Viktor. Általános magyar levelező. Útmutató a leggyakrabban előforduló mindenemű levelezésben. 3. kiadás. (96 l.)
- 3. kötet. Bálint Dénes, dr. Szerelmi levelező. Függelékül képes levelezőlap-versek s apró üzenetek. (96 l.)
- 4. kötet. Gerő Viktor. Allgemeiner Deutscher Briefsteller. 2., verbesserte Auflage. (96 l.)
- 5. kötet. Hajtás Ödön, dr. Önügyvéd. Közhasznú útmutató a hatóságokhoz benyujtandó kérvénymintákkal a magyar közönség használatára. (96 l.)
- 6. kötet. Kommilfó. Illemtudás. Útmutatás, hogy miképp viselkedjünk az életben és a társaságban. (78 l.)
- 7. kötet. Magyar-angol beszélgetések. Irta egy kivándorló. (96 l.)
- 8. kötet. Balázs Dezső. Társasjátékok kézikönyve. (91 l.)
- 9. kötet. Széplaki Ede. Magyar felköszöntők (toasztok) könyve, az életben előforduló minden alkalomra. (96 l.)
- 10. kötet. Kártyajátékok kézikönyve az összes kártyajátékok szabályaival. Irta egy játékos, aki nyer. (96 l.)
- 11. kötet. Márki István. Sakk-ábc. Vezérfonal a sakkjáték megtanulásához. Sajtó alá rendezte Schuster Zsigmond. (95 l.)
- 12. kötet. Lukácsné Győri Mariska. Szakácskönyv, háztartási és mosókönyv-függelékkel. 3. kiadás. (96 l.)
- 13. kötet. Lukács Sándor. Házi cukrászat. Magában foglalja a legtöbb süteményfajták, fagylaltok, krémek, parfaitok stb. készítését. (94 l.)
- 14. kötet. Lukácsné Győri Mariska. Arany házi kincstár. Nélkülözhetetlen közhasznú tudnivalók és szépségápolás művészetének köréből. (87 l.)